# Масаєв Тамбі Мухамедович
Масаєв Арсенуко Мухамедович, (рос. Масаев Арсенуко Мухамедович, нар. 2 грудня 1991, Нальчик, Кабардино-Балкарська АРСР) більш відомий як Тамбі Масаєв (рос. Тамби Масаев) — російський комік і гуморист кабардинського походження. Здобув широку відомість завдяки виступам у жанрі гумористичних мініатюр у складі дуету «Лена Кука» на телепроекті «Comedy Баттл», а також як резидент інтернет-шоу «Що було далі?».

## Біографія
Народився 2 грудня 1991 року у Нальчику. У шкільні роки брав участь у художній самодіяльності. Закінчив два класи музичної школи по напряму «скрипка».
Після закінчення школи продовжив навчання у П'ятигорському державному лінгвістичному університеті (нині — П'ятигорський державний університет). Під час навчання у вузі грав у КВК на університетському, а пізніше, й , змінивши декілька команд, зокрема «Вчора зібралися», «Понаїхали» та «Печиво».
У 2009 році познайомився зі своїм майбутнім партнером з гумористичного дуету «Лена Кука», на той момент гравцем команди КВК «Печиво» — Рустамом «Рептилоїдом» Саїдахмедовим.
У 2013 році дует «Лена Кука» поїхав до Москви на кастинг у проект каналу ТНТ «Камеді Баттл. Без кордонів». Пройшовши відбір, дует дійшов до півфінального раунду шоу. У 2014 році дует взяв участь у проекті «Камеді Баттл» на каналі ТНТ, дійшовши до фіналу проекту. 2015 року дует знову брав участь у проекті «Камеді Баттл» і знову не виграв. У 2016 році дует посів перше місце на проекті. У 2018 році дует став вдруге став переможцем проекту.
У 2015 році Тамбі зіграв роль у фільмі «По небу босоніж».
У 2019 році увійшов до акторського складу проекту ТНТ «Одного разу в Росії». Цього ж року став одним із постійних учасників гумористичного інтернет-шоу «Що було далі?», що виходить на YouTube.
У 2020 році дует «Лена Кука» переріс у комедійне скетч-шоу «Lena Kuka crew», у якому, крім Тамбі та Рустама, беруть участь низка інших гумористів, канал проекту на YouTube досяг відмітки у понад 950 000 підписників станом на грудень 2021 року, скетч-шоу також транслюється на стрімінговому сервісі Premier.

## Історія імені
При народженні батько Масаєва зареєстрував сина як «Арсенуко» (що з кабардинської означає «син людини» або ), не порадившись перед цим з дружиною. Матері хлопчика це не сподобалося, й вона дала йому ім'я «Тамбі», яке має черкесько-кабардинське коріння, але зустрічається і в інших мовах Північного Кавказу, зокрема в осетинській. У підсумку прижилося ім'я, отримане від матері, проте у документах Масаєв значиться як «Арсенуко». 